# AFM Records
AFM Records é uma gravadora independente alemã, membro da Federação Internacional da Indústria Fonográfica (IFPI).
A gravadora, com sede em Hamburgo, é especializada em Hard rock e Heavy Metal e foi fundada em 1993 por Andreas Allendörfer.

## Álbuns publicados
Publicou, entre outros, álbuns de:
- Avantasia - The Metal Opera (2000), The Metal Opera Pt. II (2002)
- Doro - Classic Diamonds (2004)
- Annihilator - Schizo Deluxe (2005)
- Masterplan - Aeronautics (2005)
- Blackmore's Night - Winter Carols (2006)
- U.D.O. - Mastercutor (2007)
- Circle II Circle - Delusions of Grandeur (2008)
- Destruction - D.E.V.O.L.U.T.I.O.N. (2008)
- Eisbrecher - Antikörper (2006), Sünde (2008), Eiszeit (2010)
- Helstar - The King of Hell (2008)
- Jon Oliva's Pain - Global Warning (2008)
- Leaves' Eyes - King of Kings (2015)
- Tankard - Thirst (2008)
- Made of Hate - Bullet in your Head (2008)
- Fear Factory - Mechanize (2010)
- Crystal Viper - Legends (2010)
- Crystal Viper - Crimen Excepta (2012)